# المصطفى رياض
المصطفى رياض (ولد يوم 5 أغسطس 1975 في المغرب) هو عداء بحريني من أصل مغربي. مختص في الماراثون . مثل رياض البحرين في دورة الألعاب الأولمبية الصيفية 2008 في بكين، حيث شارك في سباق الماراثون للرجال، إلى جانب مواطنيه عبد الحق زكريا، ونصار صقر سعيد . لكنه، لم يتمكن من انهاء السباق للمرة الثانية كما وقع في دورة الألعاب الأولمبية الصيفية 2004 في أثينا.
كما حقق الرياض أفضل وقت شخصي بزمن قدره 2:11:41، ليفوز بالميدالية البرونزية في سباق الماراثون دوسلدورف 2008.